# LL-11
La LL-11 est une autoroute urbaine qui permet d'accéder à Lleida depuis l'A-2 en venant de l'est.
D'une longueur de 12 km environ, elle relie l'A-2 à l'est de l'agglomération jusqu'à pénétrante sud LL-12 au sud du centre urbain.
Elle est composée de 7 échangeurs jusqu'à la LL-12.

## Tracé
- Elle se déconnecte de l'A-2 à hauteur de Els Alamús pour pénétrer par l'est l'agglomération de Lleida.
- Elle croise la C-13 au niveau de la zone industrielle el Segre
- Elle finit par se connecter avec la LL-12 au sud de la ville.

## Sorties
| Numéro de la sortie | Nom de la sortie                                                              | Bifurcation |
| ------------------- | ----------------------------------------------------------------------------- | ----------- |
|                     | Barcelone Gerone                                                              | A-2 CV-25   |
| Sortie              | Bell-lloc de Urgel - Mollerusa                                                | N-II        |
|                     | Els Alamús - Miralbo                                                          | LV-2003     |
|                     | Alcoletge                                                                     |             |
|                     | Zone Industrielle El Cami del Frares                                          |             |
|                     | Balaguer Tarragone N-240 - Tortosa C-12 Lleida Sud LL-12                      | C-13        |
|                     | Els Mangraners - Zone Industrielle El Segre                                   | N-240a      |
| Sortie              | Lleida Sud - Lleida-Avenida de l'Estudi General La Bordeta                    |             |
|                     | Lleida Est - Lleida-Avenida de Les Guarrigues La Bordeta                      |             |
|                     | Saragosse - Madrid - Barcelone AP-2 Lleida Sud - Lleida-Gran Passeig de Ronda | LL-12       |